# M55
М55 је назив за противавионски топ 20 mm који се производио у Југославији и коришћен је за потребе војске ЈНА и коришћен је током ратова на простору бивше Југославије. Југословенски противавионски топ20 mm се производио по лиценци француског противавионског топа под називом Хиспано-Суиза ХСС-804 20 mm L/70. Овај противавионски топ је произвођен у четири варијанте: М55А2, М55А3, М55А4 и М55А4М1 (БОВ-3).

## M55A2
Намењен је за дејство против нисколетећих авиона и хеликоптера у ваздушном простору, а може се користити и против неких циљева на земљи. Брзина гађања је од 1950 до 2250 метака у минуту. Топ користи добош као спремник за муницију са капацитетом од 60 метака. Топ користи три типа муниције: тренутно - запаљиву гранату М57, тренутно - запаљиво - обележавајућу гранату и панцирно - запаљиву гранату. Поље дејства по правцу је 360° а по елевацији од-5° do +83°. Топ је постављен на сталак или постављен на два точка као и на приколицу коју вуче камион.

## М55А3
Разлика у односу на модел М55А2 је уграђени бензински мотор који се користи за покретање по правцу и елевацији. Војник топом управља уз помоћ палице (џојстика
).

## М55А4
М55А4 има нову савременију нишанску справу Ј-171 произведену у Југославији по италијанској лиценци, мотор се налази испод седишта нишанџије па је у топ уграђен оклоп
.

## М55А4М1
М55А4М1 је постављен на шасију лаког оклопног возила БОВ и на тај начин је добијен самоходни противавионски топ БОВ-3.
- Самоходни противавионски топ БОВ-3